# Brehon’s Chair
Der Brehon’s Chair (irisch Cathaoir an Bhreithimh – auch Tayor’s Grange genannt) ist der Rest eines Portal Tombs im Townland Taylorsgrange in Rathfarnham bei Tallaght, unmittelbar südlich der M50 im County Dublin in Irland. Die „Brehons Chair Road“ ist nach ihm benannt. Er ist ein nationales Kulturerbe. Als Portal Tombs werden zwischen 4000 und 2500 v. Chr. in der Jungsteinzeit errichtete Megalithanlagen in Irland und Großbritannien bezeichnet, bei denen zwei gleich hohe, aufrecht stehende Steine mit einem Türstein dazwischen, die Vorderseite einer Kammer bilden, die mit einem zum Teil gewaltigen Deckstein bedeckt ist.

## Beschreibung
Das Denkmal besteht aus drei bis zu 2,55 m hohen Granitsteinen. Es liegt auf einer Grünfläche in einer modernen Wohnsiedlung, 30 m östlich des „Little Dargle Rivers“, eines Nebenflusses des Dodder, am Nordhang der Kilmashogue Mountains, inmitten der Reste eines ovalen Cairns von etwa 20,0 m Durchmesser. Erhalten sind nur zwei Portalsteine und der Türstein.
Als eine Siedlung um den Stuhl in den 1980er Jahren ausgegraben wurde, gehörten zu den gefundenen Artefakten Werkzeuge aus Feuerstein, möglicherweise aus der Bronzezeit. Das Grab ist zu einem früheren Zeitpunkt ausgeraubt worden.